# Битка код Пакозда
Битка код Пакозда била је део Мађарске револуције 1848.

## Увод
Ради очувања мађарских привилегија у многонационалној краљевини Угарској ("од Карпата до Јадрана") нова мађарска влада је према Аустрији и бечком двору повела политику легалности и савеза. Није признавала националне тежње немађарских народа, прокламујући да су Мађари једина нација у Угарској, а сви остали су само део те нације, без икаквих права на националну аутономију. Због тога су водећи кругови немађарских народа, у заштити својих националних и класних интереса (уплашени сељачким покретом за поделу земље), стали на страну Аустрије.

## Битка
Хрватски бан Јосип Јелачић прекинуо је 14. априла 1848. везе са мађарском владом, и после неуспелих преговора, на подстицај бечког двора, објавио је 7. септембра рат. Он је са око 40.000 војника (15-20.000 необучених) прешао Драву 11. септембра и кренуо на Будим, у намери да обори мађарску владу. Мађари су на Драви (мађарско-хрватска граница) имали око 14.000 војника (регуларних и хонведских батаљона и националне гарде) под генералом Ференцом Отингером, који је као аустријски официр прешао на страну Јелачића (без трупа). Њега је заменио генерал Адам Телеки, али ни он није пружао отпор, већ се повукао према мађарској главнини која се под командом генерала Јаноша Моге окупљала код Пакозда. Јелачић је 29. септембра 1848. напао Мађаре (16.000 људи са 36 топова под командом Јаноша Моге), али је одбијен и 1. октобра се повукао према Бечу.

## Последице
Упркос незнатних губитака, Јелачић је по наређењу аустријске владе склопио примирје са мађарским заповедником и кренуо у Беч да би помогао у сузбијању Бечке револуције. Изолована лева колона Јелачићеве војске (8.000 људи) нападнута је од стране мађарске националне гарде код Озоре и заробљена 6. октобра.